# Mad TV
《Mad TV》는 1991년 레인보우 아츠에서 개발한 텔레비전 방송국을 관리하는 시뮬레이션 컴퓨터 게임으로, MS-DOS 버전과 아미가 버전이 있다. 게임에서 플레이어는 텔레비전 방송국의 새로운 프로그램 편성자가 된다. 플레이어는 방송국의 프로그램을 광고와 함께 편성해 수익을 올리는 것과 함께, 건물의 제일 윗층에 근무하는 베티(Betty)라는 여성과 결혼하는 것을 목표로 한다.
게임의 주 인터페이스를 살펴보면 남자 캐릭터를 여러 층의 빌딩을 마우스 클릭으로 움직인다. 문을 클릭하면, 해당 방 안의 장면으로 바뀌면서 방에 들어가게 된다. 시간이 일정하게 정해져 있는데 게임 시간으로 매일 9시간 동안 방송국 건물 내에 있으면서 일을 해야 하며 게임 시간이 지나면 그 날의 일은 끝나게 된다.
매일 플레이어는 8시간 동안 방송할 프로그램과 그에 따른 광고를 편성해야 한다. 또한 매시 정각마다 짧게 방송되는 뉴스의 헤드라인도 정해야 한다. 게임에서는 프로그램을 편성하는 데 있어서 고전 영화나 쇼를 방송할 수 있는 권리를 구입하거나, 자체적으로 쇼를 제작해 편성할 수 있다.
모든 광고는 계약을 통해 특정 조건을 만족해야만 광고비가 플레이어에게 지급된다. 예를 들면, 나이키 광고를 방송하게 될 경우 현지 광고주보다 광고비는 더 많이 받을 수 있지만, 나이키는 해당 광고를 방송할 때 일정한 시청자를 확보하라고 요구하거나, 특정 시간, 또는 특정 장르의 프로그램, 또는 프로그램의 등급 등을 따지며 여러 가지를 요구하게 된다. 만약 광고주와의 계약을 어기게 되면 광고비는 지급되지 않는다. 시청자는 인공위성이나 송신탑 등을 구입해 더 많이 확보할 수 있다.
플레이어는 동일한 건물에 위치해 있는 다른 2개의 텔레비전 방송국의 프로그램 편성자와 경쟁해야 한다. 이들 편성자는 플레이어와 같은 공간이나 위치에 있지 않으며, 이들은 특정 영화에 대해 비싼 값을 부르거나
프로그램 편성표를 훔쳐 보기도 하며, 안내판의 내용을 바꿔놓기도 한다. 물론 플레이어도 이러한 일을 할 수 있다.
게임의 최종 목표는 베티와의 사랑을 달성하는 것이다. 베티는 문화와 관련된 내용을 보도하는 리포터로 건물의 맨 위층에서 일한다. 다른 방송국의 편성자들도 이러한 목표를 가지고 있다. 베티의 애정도는 베티의 프로그램을 방송하거나 모피 코트나 다이아몬드 반지 같은 그녀의 선물을 살 때 상승한다.
이 게임은 독일에서 개발되었기 때문에 영어판이 공식적으로 있으나 번역에서 많은 문제점이 있었다. 그렇기 때문에 오자가 발견되며 잉그리시적이다.
Mad TV 2라고 불리는 후속편이 있으나 독일에서만 출시되었고 독일어로만 제공된다. 또한 온라인 버전이 독일에 있다.